# 柏家庄乡
柏家庄乡，曾是中华人民共和国山西省忻州市繁峙县下辖的一个乡镇级行政单位。2021年5月，撤销柏家庄乡，整建制并入大营镇。

## 行政区划
柏家庄乡下辖以下地区：
柏家庄村、北辛庄村、安乐庄村、西介岔村、东介岔村、新乐庄村、万民庄村、岳沿庄村、红沟村、羊圈村、西沟村、安民村、才洼村、上角峪村、小南川村、罗家坪村、元树村和仲沟村。